# Азид таллия
Азид таллия, TlN3, — жёлто-коричневое кристаллическое твёрдое вещество, нерастворимое в воде. Хотя оно не так чувствительно, как азиды свинца, меди или серебра, TlN3 может детонировать от искры или открытого огня.

## Получение
Азид таллия может быть получен взаимодействием сульфата таллия(I) и азида натрия в водном растворе, где он выпадет в осадок. Выход продукта может быть увеличен при охлаждении смеси.

## Безопасность
Как известно, все соединения таллия токсичны; вдыхание мелких частичек или паров может вызвать отравление. Поэтому азид таллия хранят в плотно закрывающихся неметаллических контейнерах.